# 卡普恰盖水库
卡普恰盖水库，有时也称卡普恰盖湖，是哈萨克斯坦东南部阿拉木图州的一个大型水库，也是哈萨克斯坦最大的人工湖之一，位于阿拉木图以北约60km处。其长度约140km，宽度约22km，最大深度50m，为1965-1980年间在伊犁河上建坝、水电站拦截水流而成。水库的名称源自其西岸的城镇卡普恰盖。夏季的周末，水库成为阿拉木图游客的聚集地。

## 历史
1967年，水库周边的灌溉区扩大，1970年水库开始蓄水。建立水库的目的是调节河水流量，满足日益增长的经济需求。但由于伊犁河水源流量不足，耗时多年才最终蓄水完成。
原本预期水库能改善周边地区土壤的干旱状况，但水库的蓄水影响到了巴尔喀什湖的水位。1982年卡普恰盖水库暂停蓄水；1986年，水库仍只蓄到设计容量的一半；1988年情况有所改善；但到1991年，水量又下降到只有设计容量的36%。
近年来，卡普恰盖水库成为阿拉木图州乃至哈萨克斯坦热门的度假胜地。除了周边山区的风景（外伊犁阿拉套）和水库东岸的阿拉木图自然保护区，以及良好的气候条件以外，还因为开展有划船、双体船、游艇、水上摩托、游艇、娱乐中心和赌场等娱乐设施及项目。
卡普恰盖水库有多种功能，包括水电生产、灌溉、运输、渔业、城市和工业供水、调节水的排放以保持水质、自然保护和娱乐。

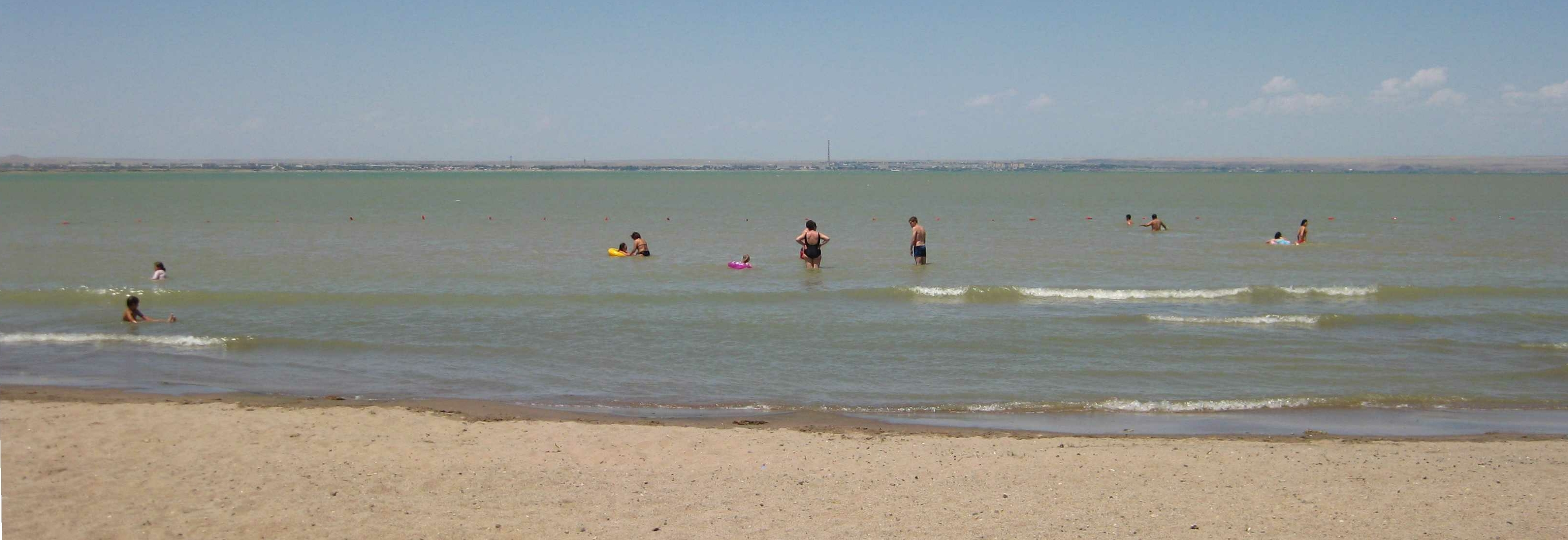

## 环境问题

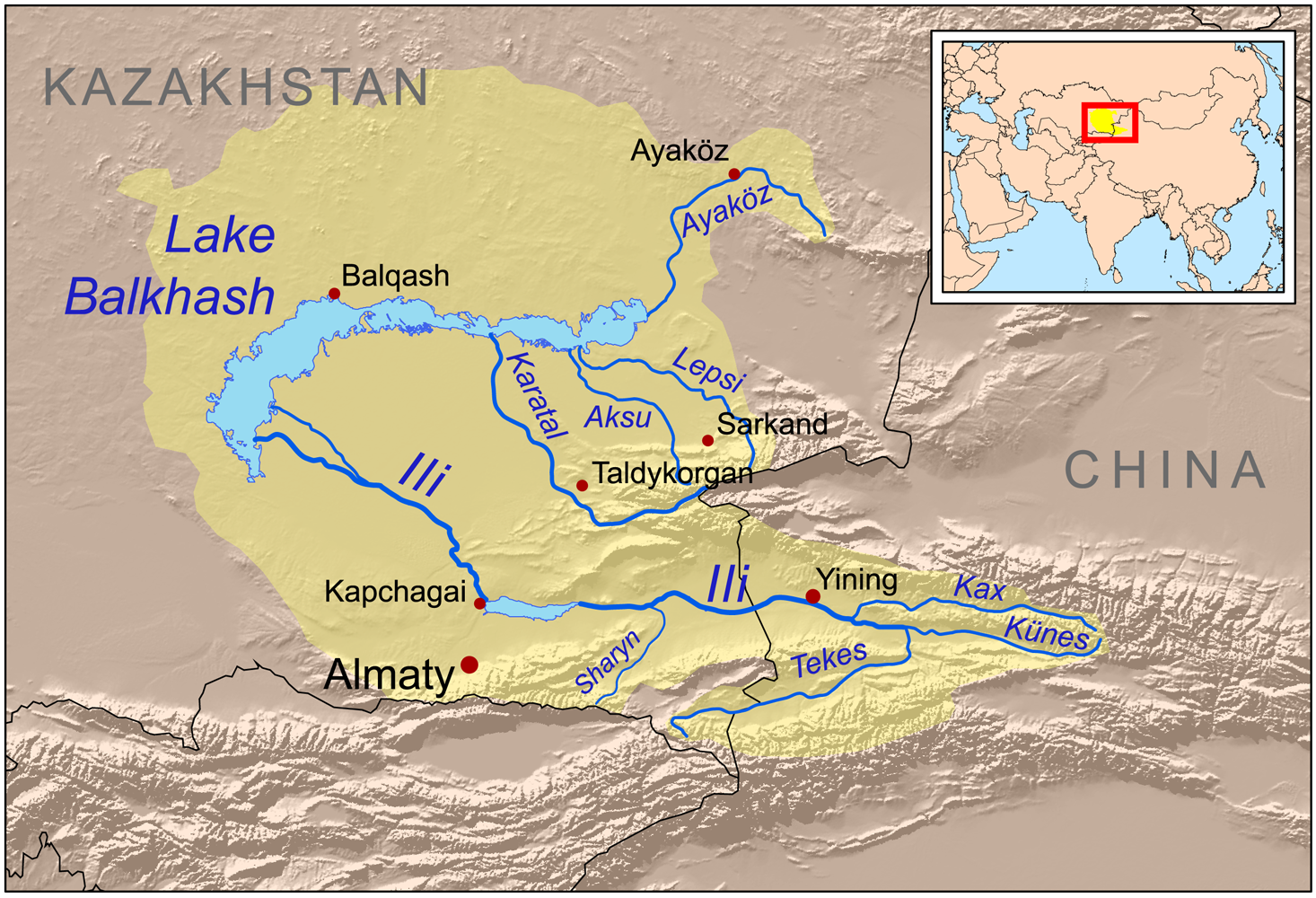
巴尔喀什湖流域地图，卡普恰盖水库是巴尔喀什湖东南面稍小的湖泊

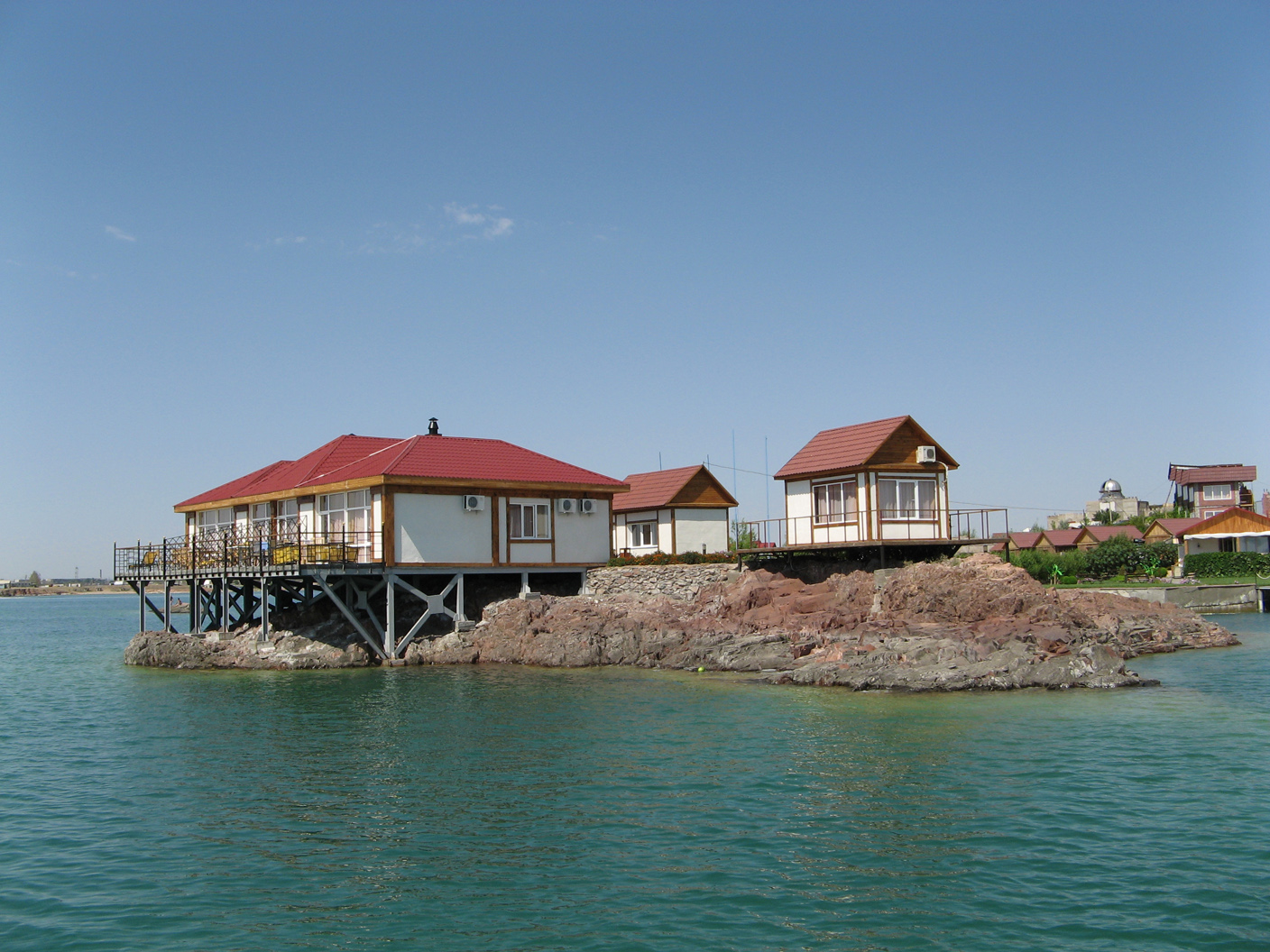

卡普恰盖水坝于1969年建成，1970年开始缓慢蓄水，持续了约20年。水力发电计划也被认为是水库的重要功能之一，因其能给灌溉农业区提供足够的水源。但环保人士认为水库的建成给巴尔喀什湖的水平衡造成了严重破坏。1970-1985年间，由于卡普恰盖水库的截流，巴尔喀什湖的水量减少了39 km3；1987年，巴尔喀什湖的水位下降了约2.2m，达到历史低位。1988年，由于巴尔喀什湖东侧来水增加，情况有所改善，不过湖水因盐度增加而水质下降。

### 渔业、农业
卡普恰盖水库对当地的渔业有很大影响，商业捕鱼促进了经济发展。1975年，卡普恰盖水库记录到有24种鱼类，1980年则下降到18种。1985-1991年河流水量到达目前的程度后，鱼类种群趋于稳定，渔业也走出20世纪70年代的衰落，开始增长。水库的建成导致部分地区的地下水位上升，使一些土地无法耕种。因此湖边的一些农业为主的村庄如Akozek、Kerbulak和Chengildi都距离湖岸数公里远，而非直接建在湖畔。